# Sebastián Armendáriz
Sebastián de Armendáriz, librero, editor, relacionero y periodista español del siglo XVII, del cual se posee pocos datos.
Imprimió las primeras gacetas en español, como Noticias Generales de las Cosas del Norte (1689-1696), escritas por Francisco Fabro Bremundán; Armendáriz se separó de su socio y continuó asociado con el impresor Antonio Román haciendo la competencia a Bremundán con las Nuevas Ordinarias, que escribía él mismo. Además, escribió y publicó frecuentemente relaciones de sucesos, como Relación de la marcha del ejército de Sofi de Persia a Babilonia, alguna de las cuales añadía ya algunas noticias a la principal. Otra relación suya es la Relación histórica de la liga sagrada contra turcos, de la que se hicieron al menos dos ediciones, en 1684 y 1685. Reimprimió todos sus trabajos periodísticos en varios volúmenes, Loro histórico de la guerra sagrada contra turcos, (1684-1690).